# 1848 w muzyce
Wydarzenia muzyczne w 1848 roku.

## Wydarzenia
- 16 lutego
  - w paryskim Théâtre de l’Académie Royale de Musique miała miejsce premiera baletu Grisélidis, ou Les cinq sens Adolphe’a Adama[1][2]
  - odbył się ostatni paryski koncert Fryderyka Chopina[1][2]
- 1 maja – w Wilnie odbyła się premiera uwertury „Bajka” Stanisława Moniuszki[1][2]
- 28 maja – w wiedeńskim Casino Zögernitz miała miejsce premiera „Freiheitslieder” op.52 oraz „Revolutions-Marsch” op.54 Johanna Straussa (syna)[1][2]
- 3 czerwca – dwa utwory Johanna Straussa (syna) wykonywane są po raz pierwszy, w Wiedniu: „Studenten-Marsch” op.56 w Alte Universität i „Liguorianer-Seufzer” op.57, w Blaue Flasche[1][2]
- 21 czerwca – w bolońskiej Piazza Maggiore miała miejsce premiera „Segna Iddio ne’suoi confini” Gioacchina Rossiniego[1][2]
- 29 czerwca – w Londynie miała miejsce premiera „La captive” Hectora Berlioza[1][2]
- 29 lipca – w katedrze w Leeds miała miejsce premiera „Cast Me not Away from Thy Presence” Samuela Sebastiana Wesleya[1][2]
- 15 sierpnia – w Brnie odbyła się premiera „Brünner-Nationalgarde-Marsch” op.58 Johanna Straussa (syna)[1][2]
- 24 września – w Kościele Pokoju w Poczdamie miała miejsce premiera „Psalmu 84” oraz „Psalmu 100” Otto Nicolai’a[1][2]
- 25 października – w Triestrze w Teatro Grande miała miejsce premiera opery Korsarz Giuseppe Verdiego[1][2]
- 1 listopada – w Wilnie odbyła się premiera opery Halka Stanisława Moniuszki[1][2]
- 11 listopada – w paryskim Théâtre Favart miała miejsce premiera opery Le val d'Andorre Fromentala Halévy’ego[1][2]
- 16 listopada – w Londynie odbył się ostatni publiczny koncert Fryderyka Chopina, miało to miejsce na balu charytatywnym. Chopin jest chory i wyczerpany[1][2]
- 29 listopada – w Berlinie odbyła się premiera „Du, Du, der über Raum und Zeit” Giacoma Meyerbeera[1][2]
- 30 listopada – w neapolitańskim Teatro San Carlo miała miejsce premiera opery Poliuto (wersja włoska) Gaetana Donizettiego[1][2]
- 3 grudnia – w Petersburgu odbyła się premiera „Le Prophète” Giacoma Meyerbeera, Henriego Vieuxtempsa i Antona Rubinsteina[1][2]
- 14 grudnia – w Berlinie miała miejsce premiera „Preußens Stimme” Otto Nicolai’a[1][2]
- 18 grudnia – w Wilnie odbyła się premiera kantaty „Milda” Stanisława Moniuszki[1][2]
- 26 grudnia – w Hietzingu w Dommayer’s Casino miała miejsce premiera „Neue Steiersche Tänze” op.61 Johanna Straussa (syna)[1][2]

## Urodzili się
- 19 stycznia – Hermann Kretzschmar, niemiecki muzykolog i dyrygent (zm. 1924)
- 21 stycznia – Henri Duparc, francuski kompozytor (zm. 1933)
- 7 lutego – Witold Aleksandrowicz, polski śpiewak operowy (baryton) i nauczyciel śpiewu (zm. 1906)
- 27 lutego – Charles Hubert Hastings Parry, angielski kompozytor (zm. 1918)
- 2 kwietnia – Władimir Puchalski, ukraiński pianista polskiego pochodzenia, dyrygent, nauczyciel, kompozytor, profesor i pierwszy rektor Konserwatorium Kijowskiego (zm. 1933)
- 28 kwietnia – Ludvig Schytte, duński kompozytor, pianista i pedagog (zm. 1909)
- 1 czerwca – Otto Malling, duński kompozytor (zm. 1915)
- 17 czerwca – Victor Maurel, francuski śpiewak operowy (baryton) (zm. 1923)
- 27 czerwca – Władysław Edward Kronenberg, polski inżynier, przemysłowiec i kompozytor żydowskiego pochodzenia (zm. 1892)
- 31 lipca – Robert Planquette, francuski kompozytor (zm. 1903)
- 1 sierpnia – František Kmoch, czeski kompozytor i dyrygent (zm. 1912)
- 15 września – Wilhelm Fitzenhagen, niemiecki wiolonczelista, kompozytor i pedagog (zm. 1890)
- 8 października – Pierre Degeyter, francuski socjalista, pochodzenia belgijskiego, kompozytor amator (zm. 1932
- 21 października – Władysław Mierzwiński, polski śpiewak operowy (tenor) (zm. 1909)
- 24 listopada – Lilli Lehmann, niemiecka śpiewaczka operowa (sopran) (zm. 1929)

## Zmarli
- 15 lutego – Johann David Bach, niemiecki organista, pedagog muzyczny, kompozytor, dyrektor muzyczny miasta Stargardu (ur. 1778)
- 16 lutego – Zofia Stępkowska, polska śpiewaczka operowa, aktorka i harfistka (ur. 1753)
- 8 kwietnia
  - Louis Adam, francuski kompozytor, pianista i pedagog (ur. 1758)
  - Gaetano Donizetti, włoski kompozytor operowy (ur. 1797)
- 24 kwietnia – François Van Campenhout, belgijski tenor, skrzypek i kompozytor, autor muzyki do hymnu Belgii (ur. 1779)
- 21 maja – Feliks Janiewicz, polski skrzypek, dyrygent, kompozytor, nauczyciel muzyki, organizator życia muzycznego (ur. 1762)
- 1 sierpnia – Franz Cramer, niemiecko-angielski skrzypek, dyrygent i impresario (ur. 1772)
- 5 lub 6 sierpnia – Nicola Vaccai, włoski kompozytor, oper oraz nauczyciel śpiewu (ur. 1790)
- 27 października – Aleksandr Warłamow, rosyjski kompozytor pochodzenia mołdawskiego (ur. 1801)